# Stand Up for Love
"Stand Up for Love" (Tạm dịch: "Hãy Đứng lên vì Tình yêu") là đĩa đơn cuối cùng và là đĩa đơn duy nhất phát hành để quảng bá cho album tuyển tập của nhóm nhạc người Mỹ Destiny's Child, mang tên #1's. Ca khúc được phát hành vào năm 2005 và trở thành đĩa đơn duy nhất của nhóm không gặt hái được vị trí xếp hạng nào tại Mỹ. Dù đây là đĩa đơn cuối của Destiny's Child nhưng sau đó, album vẫn phát hành ca khúc solo của thành viên Beyoncé Knowles là "Check on It".

## Thông tin ngoài lề
"Stand Up for Love" được sáng tác và chịu trách nhiệm bởi David Foster, còn người con gái của ông, Amy Foster-Gillies thì đảm nhiệm phần viết lời nhạc. Foster đã cùng sản xuất ca khúc này với Humberto Gatica, người đồng thời cũng đảm nhiệm việc hòa âm ca khúc. "Stand Up for Love" được thu ở hai địa điểm là Chartmaker Studios và The Record Plant, nhưng lại được hòa âm tại Chartmaker Studios. Ca khúc được lấy cảm hứng từ những mất mát từ Bão Katrina (nhưng thực chất được viết trước khi cơn bão này xảy ra). Ca khúc sau đó trở thành bài hát chủ đề của Ngày Quốc tế Thiếu nhi năm 2005 cùng sự hợp tác với Ronald McDonald House Charities.
Hiệp hội Society for the Promotion of Community Standards (SPCS) đã yêu cầu những đài phát thanh của New Zealand cho phát ca khúc này để phòng chống việc bóc lột trẻ em sau vụ án của Nia Glassie, vì vậy, ca khúc đã nhận được khá nhiều sự chú ý của giới truyền thông tại đây.

## Sáng tác
Theo Peer International Corporation, "Stand Up for Love" là một ca khúc dance-pop/R&B được sáng tác với giai điệu chậm cùng 70 nhịp một phút. Ca khúc được viết ở khóa A♭ thứ và giọng của Destiny's Child được ngân trong phạm vi B♭3 đến E5.

## Đánh giá chuyên môn
Jim Kiest từ San Antonio Express-News "hy vọng 'Stand Up for Love' sẽ không phải [là một đĩa đơn quán quân]".

## Diễn biến trên bảng xếp hạng
Ca khúc được phát thanh lần đầu tiên vào cuối tháng 9 năm 2005 nhưng lại thất bại khi tìm kiếm một vị trí trên bảng xếp hạng Billboard Hot 100 hay bất cứ những bảng xếp hạng nào khác. Ca khúc nhận được khá nhiều yêu cầu từ đài phát thanh ở Thành phố New York, Z-100, còn những đài phát thanh khác thì số lượng yêu cầu rất ít.
Tại Anh, "Stand Up For Love" cũng nhận được số lượng yêu cầu phát thanh không nhiều nhưng ca khúc vẫn nằm trong top 20 sau khi video ca nhạc được phát hành. Sau sự từ chối phát thanh của "Cater 2 U", "Stand Up For Love" sau đó đã trở thành đĩa đơn thứ hai bị hoãn phát thanh quảng bá tại quốc gia này.

## Video ca nhạc
Video ca nhạc cho "Stand Up for Love" được đạo diễn bởi Matthew Rolston và được quay vào tháng 9 năm 2005.

## Trình diễn trực tiếp
Destiny's Child đã trình diễn "Stand Up for Love" và "Survivor" vào ngày 15 tháng 10 năm 2005 trong chương trình Jimmy Kimmel Live!. "Stand Up for Love" sau đó đã được nhóm hát lại cùng ngày tại Ronald McDonald House, Los Angeles cho Ngày Quốc tế Thiếu nhi

## Những người thực hiện
| - Courtney Blooding - hợp tác sản xuất - Jules Chaikin - quản lý ban nhạc - Vinnie Colaiuta - trống - Paulinho Da Costa - bộ gõ - Neil Devor - kỹ thuật điện tử - Nathan East - bass - David Foster - nhạc sĩ, sản xuất, chịu trách nhiệm, tổng trách nhiệm, đàn keyboards - Amy Foster-Fillies - lời nhạc - Humberto Gatica - sản xuất, kỹ thuật âm thanh, hòa âm | - Beyoncé Knowles - hát chính, chịu trách nhiệm thu âm - Jason Larian - trợ lý - Dean Parks - guitar - Alejandro Roodriguez - kỹ thuật điện tử - Bill Ross - tổng trách nhiệm - Kelly Rowland - hát chính - Michelle Williams - hát chính - Jochem van der Saag - đàn organ, thiết kế âm thanh, lập trình |

Nguồn:

## Danh sách ca khúc
| - Đĩa CD-maxi 1. "Stand Up for Love" (Bản chỉnh của Đài phát thanh) – 4:26 2. "Stand Up for Love" – 4:46 3. "Stand Up for Love" (Nhạc nền) – 4:45 4. "Call Out Hook" – 0:12 | - Đĩa vinyl 7-inch 1. "Stand Up for Love" – 4:46 2. "Stand Up for Love" (Nhạc nền) – 4:45 |

## Lịch sử phát hành và phát thanh
| Quốc gia | Ngày                | Định dạng                  | Hãng phát hành   |
| -------- | ------------------- | -------------------------- | ---------------- |
| Hoa Kỳ   | 27 tháng 9 năm 2005 | Đài phát thanh nhạc Rhythm | Columbia Records |
| Hoa Kỳ   | 27 tháng 9 năm 2005 | Đĩa đơn 7-inch             | Columbia Records |
| Anh      | 27 tháng 9 năm 2005 | Đĩa đơn 7-inch             | Columbia Records |
| Hoa Kỳ   | 3 tháng 10 năm 2005 | Đài phát thanh chính       | Columbia Records |